# Serialismo
O serialismo é um método de composição musical que utiliza uma ou várias séries como forma de organizar o material musical.
A primeira forma de composição serial foi o dodecafonismo, sistematizado por Schoenberg no início da década de 1920. Nesse sistema, a série era uma sequência de doze notas, usando o total cromático sem repetições.
Nos anos 1940, o francês Olivier Messiaen e o italiano Luigi Dallapiccola adotam a ideia, oriunda da matemática, da permutação, que faz parte da série dodecafônica, para determinar a sequência ordenada de intensidade, duração e timbre dos sons. Essas séries servem de matriz para as composições. Daí nasce o serialismo integral, criado no Cursos Internacionais de Férias para a Música Nova, em  Darmstadt (Alemanha). Entre os compositores da escola, sobressaem-se o alemão Karlheinz Stockhausen, autor de Kreuzspiel e Zeitmasse, e o francês Pierre Boulez, criador de O Martelo sem Mestre e Improvisação sobre Mallarmé.
Na década de 1950, Pierre Boulez passou a usar séries também de durações, intensidades e tipos de ataques.
Os dois tipos de serialismo distinguem-se pelo uso dos termos mais específicos: serialismo dodecafônico para o primeiro tipo, e serialismo integral para o segundo tipo. Por vezes também se usa simplesmente os termos dodecafonismo e serialismo - o que se presta a confusões por não se levar em conta que o dodecafonismo é também um serialismo.
A diferença entre os dois sistemas é que o serialismo integral baseia-se numa série para ordenar todos os parâmetros do som em uma peça. Desse modo, duração, timbre, altura e intensidade são, todos eles, definidos a partir de uma série, que pode ser representada por sequências numéricas. A ideia do serialismo integral foi aplicada posteriormente à música eletrônica.

## História
Para que se compreenda em que se baseia o serialismo integral, é necessário voltar, por um lado, ao dodecafonismo e, por outro, ao ambiente intelectual-musical parisiense logo após a Segunda Guerra Mundial.
No dodecafonismo, uma série para as doze notas da escala cromática é estabelecida preliminarmente à composição da peça — às vezes ela pode ser construída a partir de uma melodia criada pelo compositor, mas isso, além de ser menos comum, de certo modo oferece menos garantias em relação às possibilidades composicionais que ela pode oferecer.
De fato, a série é considerada um material pré-composicional e é ela quem vai servir para estruturar e dar coerência à peça, além de ser ela a garantia de que não se criará uma polarização em torno de alguma das notas. Este aspecto da técnica, em geral menos difundido, foi explicado por Anton Webern e é o que permite compreender a afirmação de Arnold Schönberg de que ele havia descoberto o método dodecafônico em lugar de tê-lo inventado. De maneira bastante resumida, a questão consiste no seguinte: segundo Webern, os compositores que trabalhavam com o chamado atonalismo livre, a partir de certo momento, começaram a perceber que a repetição de uma nota criava uma espécie de polarização em torno dela, o que poderia ser então evitado tocando todas as outras notas do total cromático antes de voltar àquela nota. Assim, conseguia-se compor com tonalidade suspensa.
Entretanto, faltava uma forma de dar coerência ao discurso musical atonal, uma vez que as relações tonais não mais existiam para dar direção e ordem ao material harmônico. Isso poderia ser conseguido submetendo a construção da peça a uma série de notas que, regendo a ordem de seu surgimento na obra, daria necessariamente coerência a ela. Lembrando que o artigo não é sobre dodecafonismo, talvez caiba ainda somente lembrar que, a partir disso, diversos procedimentos poderiam ser aplicados à série, aumentando a variedade de materiais à disposição do compositor. Alguns destes procedimentos, por exemplo, seriam: inversão, retrogradação e retrogradação da inversão da série, construção da peça a partir de motivos extraídos da própria série, etc. Vale lembrar também que a série não precisa necessariamente ser enunciada como uma melodia, uma nota após a outra. De fato, isso acontecia frequência relativamente pequena, distribuindo-se as notas da série em oitavas e instrumentos diferentes.
Na Paris do pós-Segunda Guerra Mundial, um grupo de jovens compositores vinha frequentando as classes de Olivier Messiaen. Este compositor, interessado em procedimentos rítmicos de outras culturas, harmonia modal e modos de transposição limitada, cantos de pássaros e religião, afirmava que o ritmo era o principal elemento da música, utilizando-se de diversas relações numéricas, freqüentemente estabelecidas a partir de parâmetros não musicais ligados a suas preocupações religiosas e humanísticas, para estruturá-lo em suas peças.
Embora não usasse propriamente séries para organizar seus complexos procedimentos rítmicos, Messiaen abriu caminho para que compositores influenciados por sua obra, preocupados principalmente com a estruturação musical e fascinados pela clareza e coerência estrutural das obras de Webern, dessem o passo seguinte.